# Maninščina
Maninščina, znana tudi kot malinščina ali natančneje vzhodna maninščina, je ime več tesno povezanih jezikov in narečij jugovzhodne podskupine mandinških jezikov. Je materni jezik ljudstva Malinké v Gvineji, kjer ga govori 3,1 milijona govorcev. Je tudi glavni jezik v Gornji Gvineji in  Maliju, kjer je nacionalni jezik maninščini tesno sorodna bambarščina. Govori se tudi v Liberiji, Senegalu, Sierra Leoneju in Slonokoščeni obali, kjer nima uradnega statusa. V Malijskem cesarstvu je bil jezik dvora in vlade. 

## Fonologija
Narečje vudala vzhodne maninščine, ki se govori v osrednjem višavju Gvineje in je razumljivo govorcem vseh narečij v državi, ima naslednji fonemski inventar.

### Toni
Obstajajo štirje toni: visoki, nizki, naraščajoči in padajoči. 

### Samoglasniki
Samoglasniki so /i e ɛ a ɔ o u/, ki so vsi lahko dolgi ali kratki. Vsi so lahko dolgi ali kratki, ustni ali nosni /iː eː ɛː aː ɔː oː uː/ in /ĩ ẽ ɛ̃ ã ɔ̃ õ ũ/. Mogoče je tudi, da so vsi nosni samoglasniki dolgi. Nosni samoglasniki nazalizirajo nekatere naslednje soglasnike.

### Soglasniki
|              |              | Labialni | Alveolarni | Palatalni | Dorzalni | Labialno–velarni |
| ------------ | ------------ | -------- | ---------- | --------- | -------- | ---------------- |
| Nosniki      | Nosniki      | m        | n          | ɲ         |          |                  |
| Zaporniki    | zveneči      | b        | d ~ ɾ      | ɟ         | g ~ g͡b   | g ~ g͡b           |
| Zaporniki    | nezveneči    | p        | t          | c         | k        |                  |
| Priporniki   | Priporniki   | f        | s          |           | h        |                  |
| Aproksimanti | Aproksimanti |          | l          | j         |          | w                |

## Pisava
Maninščina se v Gvineji piše v uradni pisavi, ki temelji na latinici, in pisavi n'ko.

## Vir
- Vydrine, Valentin (1999). Manding–English Dictionary (Maninka, Bamana). Volume 1: A, B, D–DAD, Supplemented by Some Entries From Subsequent Volumes. Dimitry Bulanin Publishing House. ISBN 5-86007-178-7.